# Даніель Єнсен
Даніель Єнсен (дан. Daniel Jensen; нар. 25 червня 1979, Копенгаген) — колишній данський футболіст, півзахисник.
Виступав, зокрема, за «Геренвен» та «Вердер», а також національну збірну Данії, у складі якої був учасником чемпіонату Європи і світу.

## Клубна кар'єра
У дорослому футболі дебютував 1996 року виступами за команду «Б 93» з другого данського дивізіону, в якій провів два сезони, взявши участь у 44 матчах чемпіонату.
У липні 1998 року перейшов в нідерландський «Геренвен», який помітив його завдяки виступам за юнацьку збірну. За «Геренвен» Даніель провів понад сто матчів, але влітку 2003 року у нього закінчився контракт і на правах вільного агента він підписав у серпні контракт з іспанським клубом «Реал Мурсія», якому було потрібно підсилення перед стартом Ла Ліги. Проте виступи ні у Єнсена, ні у «Мурсії» не пішли, і іспанський клуб зайняв останнє 20 місце і вилетів з Прімери.
У липні 2004 року за 1 млн. євро перейшов у німецький «Вердер», у складі якого провів наступні сім років своєї кар'єри гравця. За цей час виборов титул володаря Кубка Німеччини у 2009 році та Кубка німецької ліги у 2006 році.
7 січня 2012 року гравець, який з травня попереднього року перебував без клубу, підписав контракт з італійським клубом «Новара», але клуб за підсумками сезону 2011/12 покинув Серію А, незабаром після чого Єнсен повернувся на батьківщину, де грав за «Копенгаген» та «Сеннер'юск», вигравши з першими чемпіонат Данії.
Влітку перейшов у клуб другого дивізіону Данії «Люнгбю», підписавши контракт на один рік. Єнсен допміг клубу виграти дивізіон і вийти в Суперлігу, відігравши за команду з Конгенс Люнгбю 9 матчів в національному чемпіонаті, однак у травні 2016 року Даніель оголосив, що він закінчить свою кар'єру після закінчення терміну дії контракту.

## Виступи за збірні
1995 року дебютував у складі юнацької збірної Данії, взяв участь у 16 іграх на юнацькому рівні, відзначившись 3 забитими голами.
Протягом 1999—2002 років залучався до складу молодіжної збірної Данії. На молодіжному рівні зіграв у 19 офіційних матчах, забив 2 голи.
13 лютого 2002 року дебютував в офіційних матчах у складі національної збірної Данії в товариській зустрічі проти Саудівської Аравії (1:0), коли на 62-й хвилині змінив Йон-Даль Томассона.
У 2004 році він був викликаний тренером Мортеном Ольсеном разом з братом  Нікласом до складу збірної на чемпіонат Європи 2004 року у Португалії. На цьому турнірі Даніель був основним гравцем, зігравши в трьох матчах групового етапу: проти Італії (0:0), Болгарії (2:0) і Швеції (2:2), не зігравши лише в програному чвертьфіналі з Чехією (0:3).
11 жовтня 2006 року Єнсен забив свій перший гол в збірній у відбірковому матчі до Євро-2008 проти Ліхтенштейна (4:0), проте в підсумку Данія не змогла кваліфікуватися на турнір. Щоправда, вже на наступний великий турнір данці таки кваліфікувались, ставши учасниками чемпіонату світу 2010 року у ПАР, де Єнсен зіграв у одному матчі проти збірної Камеруну (2:1).
Його останній міжнародний матч відбувся 17 листопада 2010 року в товариській грі в Орхусі, де він вийшов на 28-й хвилині замість Мартіна Йоргенсена. Загалом провів у формі головної команди країни 52 матчі, забивши 3 голи.

## Титули і досягнення
- Чемпіон Данії (1):

«Копенгаген»: 2012–13
- Володар Кубка Німеччини (1):

«Вердер»: 2008–09
- Володар Кубка німецької ліги (1):

«Вердер»: 2006

## Особисте життя
Даніель Єнсен одружений з Ніколь і має двох дітей, доньку і сина. Його старший брат Ніклас також був професійним футболістом.